# Cepphis aurantia
Cepphis aurantia är en fjärilsart som beskrevs av Chalmers-hunt 1961. Cepphis aurantia ingår i släktet Cepphis och familjen mätare. Inga underarter finns listade i Catalogue of Life.